# Collett
Collett og Collet er en oprindeligt engelsk familie af købmænd og godsejere, kendt siden 1100-tallet, der slog sig ned i Norge i 1683 med James Collett (født 1655 i London, død i 1727 i Christiania), der blev købmand i Christiania. Han døde i 1727 som byens rigeste mand og kgl. kommerceråd. Slægtens handelshus blev fortsat i fire generationer, først som Collett & Leuch og derefter Collett & Søn. 
Universitetskvæstor Bernt Anker Collet (født 1803) blev stamfader til en dansk gren, der ejer godserne Lundbygård på Sjælland og Katholm i Jylland, og tidligere ejede Rønnebæksholm.  Til denne hører bl.a. kammerherre, fhv. forsvarsminister og CEPOS-formand Bernt Johan Collet.